# Hunterwali
Pour plus de détails, voir Fiche technique et Distribution.
Hunterwali en français : « Une femme avec un fouet » est un film d'action en hindi de 1935 de la société indienne Wadia Movietone (en). Il met en vedette Fearless Nadia dans le rôle d'une princesse luttant  contre l'injustice en tant qu'Hunterwali. Le film rend célèbres Nadia et les frères Wadia. 
Hunterwali est premier rôle principal de Fearless Nadia. Elle y exécute de nombreuses cascades, applaudies par le public. Le film rencontre un grand succès, et inspire de nombreux produits dérivés incorporant Hunterwali dans leur nom.  
En raison du succès du film, Nadia devient une icône et joue ensuite dans d'autres films d'action, devenant « la première et la plus populaire cascadeuse du cinéma indien ». Une suite du film, Hunterwali Ki Beti (en), sort en 1943 faisant ainsi d'Hunterwali le premier film indien à avoir une suite. 

## Synopsis
Lors d'une nuit orageuse, Krishnavati et son jeune fils sont expulsés de leur maison par le Vizir, Ranamal. Auparavant, Ranamal avait également fait assassiner le frère de Krishnavati.  
Le film se déroule 20 ans plus tard, lorsque le fils de Krishnavati, Jaswant, est adulte. La voiture royale heurte Jaswant dans un accident. La princesse Madhuri (Fearless Nadia) offre à Jaswant de l'or pour la blessure causée, ce qu'il refuse. Les scènes montrent que Jaswant et Ranamal sont tous deux attirés par Madhuri.  Ranamal souhaite même l'épouser, ce à quoi son père (le roi, tenu captif par son fils) s'oppose. 
Madhuri prend alors le rôle de Hunterwali, justicier masqué « protectrice des pauvres et punisseuse des malfaiteurs ». Elle effectue alors des cascades comme sauter par-dessus une voiture en mouvement ou vaincre 20 soldats avec son fouet. Madhuri et Jaswant s'allient ensuite pour vaincre Ranamal.  

## Distribution
Les acteurs crédités sont : 
- Fearless Nadia (Mary Evans) - Princesse Madhuri alias Hunterwali
- Boman Shroff (en) - Jaswant
- Jaidev (en) - Cunnoo, l'acolyte de Hunterwali
- Sharifa - Krishnavati, mère de Jaswant
- Maître Mohammed - roi, père de Ranamal
- John Cawas (en)
- Gulshan
- Sayani
- Atish

## Production

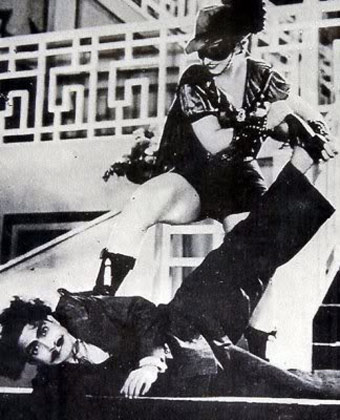
Image du film.

Hunterwali est un film en noir et blanc d'une durée de 164 minutes. Pendant la phase de production, certaines critiques s'élèvent à cause du titre mélangeant deux mots anglais et hindi.  
Le personnage principal du film, Hunterwali / Madhuri, est Mary Evans alias Nadia, une Australienne entrée dans le cinéma indien en 1934 et ayant déjà joué dans deux films, Desh Deepak et Noor-e-Yaman. Hunterwali est le premier rôle principal de Nadia. Ayant un passé de gymnaste et d'artiste de cirque, elle est capable de réaliser des cascades mais les frères Wadia de Wadia Movietone sont au départ sceptiques sur le fait qu'une femme blanche "pénètre dans le bastion masculin brun" des films d'action. De plus, le contexte est celui du Raj britannique. 
L'histoire est développée par JBH Wadia pour convenir au personnage de Nadia. L'intrigue est développée autour du thème historique d'une fille indienne courageuse et intrépide qui renonce à son style de vie royal et luxueux pour être une personne du peuple. Le film est réalisé par Homi Wadia (futur mari de Nadia) également scénariste du film avec Joseph David,. Le concept de Hunterwali est inspiré par des films hollywoodiens comme Robin des bois avec Douglas Fairbanks. 
Inspirée de la série de films The Perils of Pauline, Nadia fait toutes ses cascades,. 
Le film contient de nombreux bhajans de Govind Gopal. Maître Mohammed, qui joue le roi, participe également aux musiques du film. 
Les Wadias dépensent beaucoup dans la réalisation du film et dans sa promotion. L'avant première se fait à Bombay au Super Cinema, devant une grande foule et le film est un succès.

## Réception et postérité
Hunterwali est un très grand succès, diffusé pendant 25 semaines et réalisant des gains records pour l'année. C'est le premier grand succès de Nadia et de Wadia Movietone. 
Nadia est très appréciée dans le rôle de Hunterwali / Princess Madhuri : ses deux cascades, sur des trains et des voitures, et son apparence blonde sont bien reçues par le public,.  
Hunterwali est le personnage le plus populaire de son temps et a été répertorié comme "le personnage le plus aimé de Bollywood" dans 100 Years of Cinema par CNN-IBN. Le cri de Hunterwali "hey-yy" est devenu populaire également.  
À la suite du succès du film, Nadia devient connue sous le nom de « Hunterwali Nadia » et émerge comme une icône féministe du cinéma Hindi, dépeinte comme celle qui briserait le plafond de verre et renverserait l'ordre patriarcal.  Même si son Hindi n'est pas très bon, Nadia obtient une grande célébrité à la suite du film, devenant l'actrice la mieux payée de l'industrie cinématographique indienne pendant les deux prochaines décennies.  
Le succès d'Hunterwali est exploitée pour promouvoir divers produits dérivés avec le nom "Hunterwali" préfixé au nom de la marque, tels que fouets, ceintures, cartes à jouer, tongs, sacs, bracelets, boîtes d'allumettes, chaussures, chemises, etc. Wadia regrettera ensuite de ne pas avoir breveté le mot «Hunterwali». Le suffixe du mot, wali, devient également une mode et est ensuite utilisé dans d'autres films d'action tels que Cyclewali, Chabukwali et Motorwali.  
Wadia capitalise également sur l'icône Hunterwali en publiant une suite, Hunterwali Ki Beti ("fille d'Hunterwali"), avec Nadia en 1943. Comme Hunterwali, la suite rencontre un grand succès. 
Un documentaire rétrospectif de 62 minutes intitulé Fearless: the Hunterwali Story est réalisé par le petit-neveu de Nadia Riyad Vinci Wadia en 1993 sur la vie de l'actrice. En avril 2013, pendant le centenaire du festival du cinéma indien à Delhi, le film est diffusé dans le cadre des célébrations. Le film hindi de Vishal Bharadwaj, Rangoon, est un hommage avec Kangana Ranaut jouant le rôle de Nadia. 